# Football Club Vevey Sports 05 2017-2018
Questa voce raccoglie le informazioni riguardanti il Football Club Vevey Sports 05 nelle competizioni ufficiali della stagione 2017-2018.

## Stagione
Nella stagione 2017-2018 il Vevey, allenato da Jean-Philippe Karlen, concluse il campionato di 1ª Lega al 6º posto.

## Rosa
| N. |                       | Ruolo | Calciatore        |
| -- | --------------------- | ----- | ----------------- |
| 1  | Svizzera (bandiera)   | P     | Kerim Duric       |
| 1  | Svizzera (bandiera)   | P     | Cédric Zimmermann |
| 2  | Francia (bandiera)    | D     | Jérémy Posluszny  |
| 5  | Italia (bandiera)     | D     | Roberto Elefante  |
| 6  | Francia (bandiera)    | D     | Manuel Kanté      |
| 7  | Svizzera (bandiera)   | C     | Stevo Gasic       |
| 8  | Francia (bandiera)    | C     | Hyppolyte Réaut   |
| 11 | Svizzera (bandiera)   | A     | Fidan Suljik      |
| 11 | Svizzera (bandiera)   | A     | Andi Ukmata       |
| 12 | Portogallo (bandiera) | D     | Gilberto Reis     |
| 15 | Svizzera (bandiera)   | C     | Alban Selimi      |
| 17 | Francia (bandiera)    | A     | Maxime Daclinat   |
| 18 | Svizzera (bandiera)   | D     | Danilo Ianigro    |
| 18 | Portogallo (bandiera) | C     | Alex Goncalves    |

| N. |                       | Ruolo | Calciatore         |
| -- | --------------------- | ----- | ------------------ |
| 19 | Svizzera (bandiera)   | D     | Bardhyl Hajdini    |
| 20 | Svizzera (bandiera)   | P     | Sascha Bodenghien  |
| 21 | Italia (bandiera)     | A     | Stefano Protopapa  |
| 22 | Svizzera (bandiera)   | D     | Thomas Pavlik      |
| 23 | Svizzera (bandiera)   | C     | Shqiprim Morina    |
| 24 | Italia (bandiera)     | D     | Mattia Lovato      |
| 25 | Svizzera (bandiera)   | C     | Raël Lolala        |
| 26 | Serbia (bandiera)     | C     | Besart Tafaj       |
| 27 | Senegal (bandiera)    | A     | Moustapha Dabo     |
| 28 | Portogallo (bandiera) | D     | Jonathan Lima      |
| 29 | Svizzera (bandiera)   | C     | Marco Gabriele     |
| 77 | Kosovo (bandiera)     | A     | Gentian Bunjaku    |
|    | Portogallo (bandiera) | C     | Stéphane Gonçalves |

## Organigramma societario
Area tecnica
- Allenatore: Jean-Philippe Karlen
- Allenatore in seconda:
- Preparatore dei portieri:
- Preparatori atletici:

## Calciomercato

### Sessione estiva
| Acquisti | Acquisti         | Acquisti      | Acquisti |
| R.       | Nome             | da            | Modalità |
| -------- | ---------------- | ------------- | -------- |
| A        | Maxime Daclinat  | Azzurri 90    |          |
| A        | Giorgio Degola   | Epalinges     |          |
| D        | Roberto Elefante | Azzurri 90    |          |
| D        | Manuel Kanté     | Friburgo      |          |
| C        | Raël Lolala      | Toronto FC II |          |
| C        | Hyppolyte Réaut  | Echallens     |          |
| C        | Besart Tafaj     | Bex           |          |
| A        | Andi Ukmata      | Azzurri 90    |          |

| Cessioni | Cessioni      | Cessioni             | Cessioni |
| R.       | Nome          | a                    | Modalità |
| -------- | ------------- | -------------------- | -------- |
| A        | Ewembe Lokwa  | Portalban/Gletterens |          |
| D        | Diego Mutombo | Azzurri 90           |          |
| A        | Yannick Nkufo | Azzurri 90           |          |

### Sessione invernale
| Acquisti | Acquisti          | Acquisti             | Acquisti |
| R.       | Nome              | da                   | Modalità |
| -------- | ----------------- | -------------------- | -------- |
| D        | Gilberto Reis     | Yverdon              |          |
| P        | Sascha Bodenghien | Stade Lausanne-Ouchy |          |
| A        | Gentian Bunjaku   | Stade Nyonnais       |          |
| C        | Stevo Gasic       | Azzurri 90           |          |

| Cessioni | Cessioni          | Cessioni         | Cessioni |
| R.       | Nome              | a                | Modalità |
| -------- | ----------------- | ---------------- | -------- |
| A        | Jonathan Teixeira | Châtel-St-Denis  |          |
| A        | Giorgio Degola    | Forward Morges   |          |
| C        | Ayoub Rachane     | Forward Morges   |          |
| P        | Patrick Loureiro  | Dardania Losanna |          |
| C        | Nabil Souni       | Friburgo         |          |

## Risultati

### 1ª Lega

#### Girone di andata
| Thun 6 agosto 2017, ore 15:00 CEST 1ª giornata | Thun Berner Oberland II | 0 – 0 referto | Vevey | Stockhorn Arena (350 spett.)\| Arbitro: \| Tasdemir \| |
| Arbitro:                                       | Tasdemir                |               |       |                                                        |

| Arbitro: | Hürlimann |

|                                  |           |                           |
| Suguino 38’ Costa 65’ Bueche 90’ | Marcatori | 78’ (rig.) Dabo 83’ Kanté |

| Arbitro: | Hajdarevic |

|                         |           |                                            |
| Diarra 49’ Dindamba 76’ | Marcatori | 19’ Tafaj 43’, 64’ Ukmata 73’, 89’ Rachane |

| Arbitro: | Bontempelli |

|                                                |           |  |
| Asllani 25’ Puertas 63’ Zeqiri 78’ Regakos 89’ | Marcatori |  |

| Arbitro: | Dedukic |

|  |           |             |
|  | Marcatori | 65’ Rachane |

| Berna 9 settembre 2017, ore 18:00 CEST 6ª giornata | Young Boys II | 0 – 0 referto | Vevey | Stade de Suisse (140 spett.)\| Arbitro: \| Thies \| |
| Arbitro:                                           | Thies         |               |       |                                                     |

| Arbitro: | Huber |

|  |           |                                    |
|  | Marcatori | 7’ Protopapa 21’ Lolala 67’ Degola |

| Arbitro: | Grundbacher |

|                                              |           |  |
| Camara 33’ Brahimi 47’ Cando 84’ Galokho 89’ | Marcatori |  |

| Arbitro: | Schelb |

|  |           |             |
|  | Marcatori | 67’ Machado |

| Arbitro: | Kanagasingam |

|                     |           |                         |
| Begzadić 90’ (rig.) | Marcatori | 15’ Elefante 66’ Lolala |

| Arbitro: | Skalonja |

|                             |           |             |
| Daclinat 36’, 56’ Tafaj 45’ | Marcatori | 12’ Correia |

| Arbitro: | Bannwart |

|            |           |  |
| Collard 8’ | Marcatori |  |

| Arbitro: | Dedukic |

|               |           |                      |
| Protopapa 59’ | Marcatori | 36’ (rig.) Moussilou |

#### Girone di ritorno
| Arbitro: | Morais |

|                                         |           |             |
| Gabriele 19’ Protopapa 56’ Teixeira 86’ | Marcatori | 45’ Avdukic |

| Arbitro: | Rosset |

|                                     |           |            |
| Daclinat 23’ Bunjaku 37’ Lolala 74’ | Marcatori | 60’ Merlet |

| Arbitro: | Thies |

|                                       |           |                              |
| Gabriele 17’ Lovato 87’ Goncalves 90’ | Marcatori | 45’ Ndiaye 68’, 80’ Rebronja |

| Arbitro: | Hürlimann |

|                     |           |                                                  |
| Daclinat 44’ (rig.) | Marcatori | 3’ Negro 33’ Cabral 50’ Asllani 76’, 82’ Puertas |

| Arbitro: | Rogalla |

|                          |           |             |
| Gabriele 28’ Ianigro 64’ | Marcatori | 90’ Besnard |

| Arbitro: | Odiet |

|                    |           |                                            |
| Bunjaku 59’ (rig.) | Marcatori | 34’, 64’ Teixeira 61’ Seydoux 88’ Golliard |

| Arbitro: | Hänggi |

|            |           |  |
| Morina 30’ | Marcatori |  |

| Arbitro: | Superczynski |

|                                                                                |           |  |
| Bunjaku 10’, 36’ Gabriele 42’ Protopapa 59’ Tafaj 72’ Daclinat 77’ Ianigro 89’ | Marcatori |  |

| Arbitro: | Kanagasingam |

|             |           |  |
| M'Sabeg 75’ | Marcatori |  |

| Arbitro: | Roth |

|                                                    |           |                      |
| Elefante 13’ Bunjaku 14’, 89’ Protopapa 53’ (rig.) | Marcatori | 29’ (rig.) Samandjeu |

| Arbitro: | Schelb |

|                        |           |           |
| Haliti 11’ (rig.), 63’ | Marcatori | 17’ Gasic |

| Vevey 19 maggio 2018, ore 16:00 CEST 25ª giornata | Vevey United | 0 – 0 referto | Naters | Stade de Copet\| Arbitro: \| Werder \| |
| Arbitro:                                          | Werder       |               |        |                                        |

| Arbitro: | Dedukic |

|                                      |           |  |
| Moussilou 38’ Rezzonico 49’ Dias 69’ | Marcatori |  |

## Statistiche

### Statistiche di squadra
| Competizione | Punti | In casa | In casa | In casa | In casa | In casa | In casa | In trasferta | In trasferta | In trasferta | In trasferta | In trasferta | In trasferta | Totale | Totale | Totale | Totale | Totale | Totale | DR |
| Competizione | Punti | G       | V       | N       | P       | Gf      | Gs      | G            | V            | N            | P            | Gf           | Gs           | G      | V      | N      | P      | Gf     | Gs     | DR |
| ------------ | ----- | ------- | ------- | ------- | ------- | ------- | ------- | ------------ | ------------ | ------------ | ------------ | ------------ | ------------ | ------ | ------ | ------ | ------ | ------ | ------ | -- |
| 1ª Lega      | 38    | 13      | 7       | 3       | 3       | 29      | 19      | 13           | 4            | 2            | 7            | 14           | 21           | 26     | 11     | 5      | 10     | 43     | 40     | +3 |
| Totale       | 38    | 13      | 7       | 3       | 3       | 29      | 19      | 13           | 4            | 2            | 7            | 14           | 21           | 26     | 11     | 5      | 10     | 43     | 40     | +3 |

### Andamento in campionato
| Giornata  | 1 | 2  | 3 | 4  | 5 | 6 | 7 | 8  | 9  | 10 | 11 | 12 | 13 | 14 | 15 | 16 | 17 | 18 | 19 | 20 | 21 | 22 | 23 | 24 | 25 | 26 |
| --------- | - | -- | - | -- | - | - | - | -- | -- | -- | -- | -- | -- | -- | -- | -- | -- | -- | -- | -- | -- | -- | -- | -- | -- | -- |
| Luogo     | T | T  | T | T  | T | T | T | T  | C  | T  | C  | T  | C  | C  | C  | C  | C  | C  | C  | C  | C  | T  | C  | T  | C  | T  |
| Risultato | N | P  | V | P  | V | N | V | P  | P  | V  | V  | P  | N  | V  | V  | N  | P  | V  | P  | V  | V  | P  | V  | P  | N  | P  |
| Posizione | 8 | 11 | 6 | 10 | 7 | 9 | 5 | 10 | 10 | 9  | 8  | 10 | 9  | 8  | 7  | 6  | 8  | 7  | 9  | 7  | 4  | 6  | 5  | 6  | 6  | 6  |

Legenda:

Luogo: C = Casa; T = Trasferta. Risultato: V = Vittoria; N = Pareggio; P = Sconfitta.

### Statistiche dei giocatori
| S. Bodenghien | 1  | 0 | 0 | 0 |
| G. Bunjaku    | 11 | 6 | 1 | 0 |
| M. Dabo       | 6  | 1 | 1 | 0 |
| M. Daclinat   | 14 | 5 | 1 | 0 |
| G. Degola     | 3  | 1 | 0 | 0 |
| K. Duric      | 0  | 0 | 0 | 0 |
| R. Elefante   | 24 | 2 | 4 | 0 |
| M. Gabriele   | 25 | 4 | 7 | 0 |
| S. Gasic      | 11 | 1 | 3 | 0 |
| A. Goncalves  | 1  | 1 | 0 | 0 |
| S. Gonçalves  | 0  | 0 | 0 | 0 |
| B. Hajdini    | 4  | 0 | 1 | 0 |
| D. Ianigro    | 19 | 2 | 1 | 0 |
| M. Kanté      | 9  | 1 | 2 | 0 |
| J. Lima       | 9  | 0 | 2 | 2 |
| R. Lolala     | 18 | 3 | 3 | 0 |
| P. Loureiro   | 1  | 0 | 0 | 0 |
| M. Lovato     | 17 | 1 | 3 | 0 |
| S. Morina     | 23 | 1 | 5 | 0 |
| T. Pavlik     | 17 | 0 | 1 | 0 |
| J. Posluszny  | 23 | 0 | 3 | 0 |
| S. Protopapa  | 23 | 5 | 2 | 0 |
| A. Rachane    | 5  | 3 | 0 | 0 |
| G. Reis       | 11 | 0 | 2 | 0 |
| H. Réaut      | 21 | 0 | 6 | 0 |
| A. Selimi     | 1  | 0 | 0 | 0 |
| N. Souni      | 8  | 0 | 1 | 0 |
| F. Suljik     | 0  | 0 | 0 | 0 |
| B. Tafaj      | 15 | 3 | 2 | 0 |
| J. Teixeira   | 8  | 1 | 1 | 0 |
| A. Ukmata     | 10 | 2 | 2 | 1 |
| C. Zimmermann | 24 | 0 | 1 | 0 |